# Charles Sturt

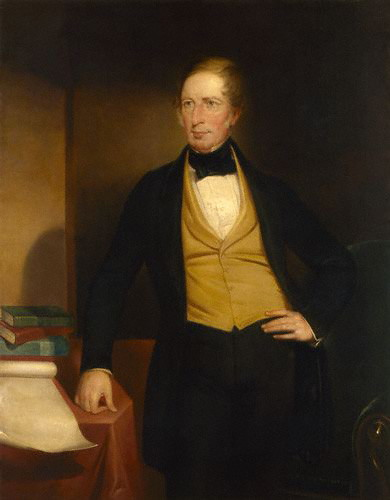
Charles Sturt
(1853), John Michael Crossland, NPG

Charles Sturt (Bengalen, 28 april 1795 - Cheltenham, 16 juni 1869) was een Britse ontdekkingsreiziger. Hij geldt als een van de belangrijkste ontdekkers van het binnenland van Australië.
Sturt was de zoon van een rechter onder de Britse Oost-Indische Compagnie. Hijzelf studeerde in Harrow en nam dienst in het leger. Hij had dienstgedaan in Spanje, Canada, Frankrijk en Ierland en was opgeklommen tot de rang van kapitein toen hij in 1826 met zijn regiment naar New South Wales werd uitgezonden.
In 1828 vertrok Sturt op zijn eerste expeditie, met als tweede man de al meer ervaren ontdekkingsreiziger Hamilton Hume. Hij stak de Blue Mountains over naar de Macquarie. Omdat het zomer was, waren de moerassen in dit gebied minder nat dan ze tien jaar eerder voor John Oxley geweest waren, en Sturt wist langs de Bogan door te stoten tot hij een nieuwe rivier ontdekte. Dit was de Darling, de grootste rivier van Australië, door hem genoemd naar gouverneur Ralph Darling. Omdat het water opvallend zout was, meende Sturt ten onrechte dat hij zich nabij een grote binnenzee bevond.

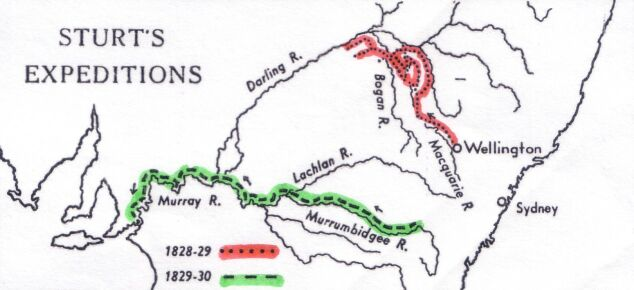
Sturts expedities van 1828-1830

In 1829-1830 zakte Sturt de Murrumbidgee af. Na een wilde tocht bereikte hij de samenstroming met de Murray, die hij noemde naar Sir George Murray, de minister van koloniën, zich niet realiserend dat het dezelfde rivier was die al in 1824 door Hume was ontdekt. Toen hij verder de Murray afzakte, werden de Aboriginals steeds dreigender, tot er uiteindelijk een groep van 600 strijders van plan leek hen tegen te houden. Net voor het tot een gevecht leek te komen, werden de aboriginals echter door hun stamgenoten tegengehouden. Hij bevond zich nabij de monding van een andere grote rivier, die hij als de Darling herkende. Hierna voer hij verder naar de plaats waar de Murray, bij het Alexandrinameer, in zee uitmondt. Hierna keerde Sturt langs dezelfde route naar Sydney terug, waarbij op zeker moment een ernstig gebrek aan voedsel dreigde.
Sturt keerde hierna terug naar Engeland, trouwde daar en verliet het leger. In 1834 keerde hij echter terug naar Australië. In 1838 maakte Sturt een tocht over land van Mittagong naar Adelaide met 400 runderen, waarbij hij de bovenloop van de Murray verkende. Na een mislukte poging zich als boer te vestigen nam hij dienst bij de landmeetkundige dienst van Zuid-Australië.

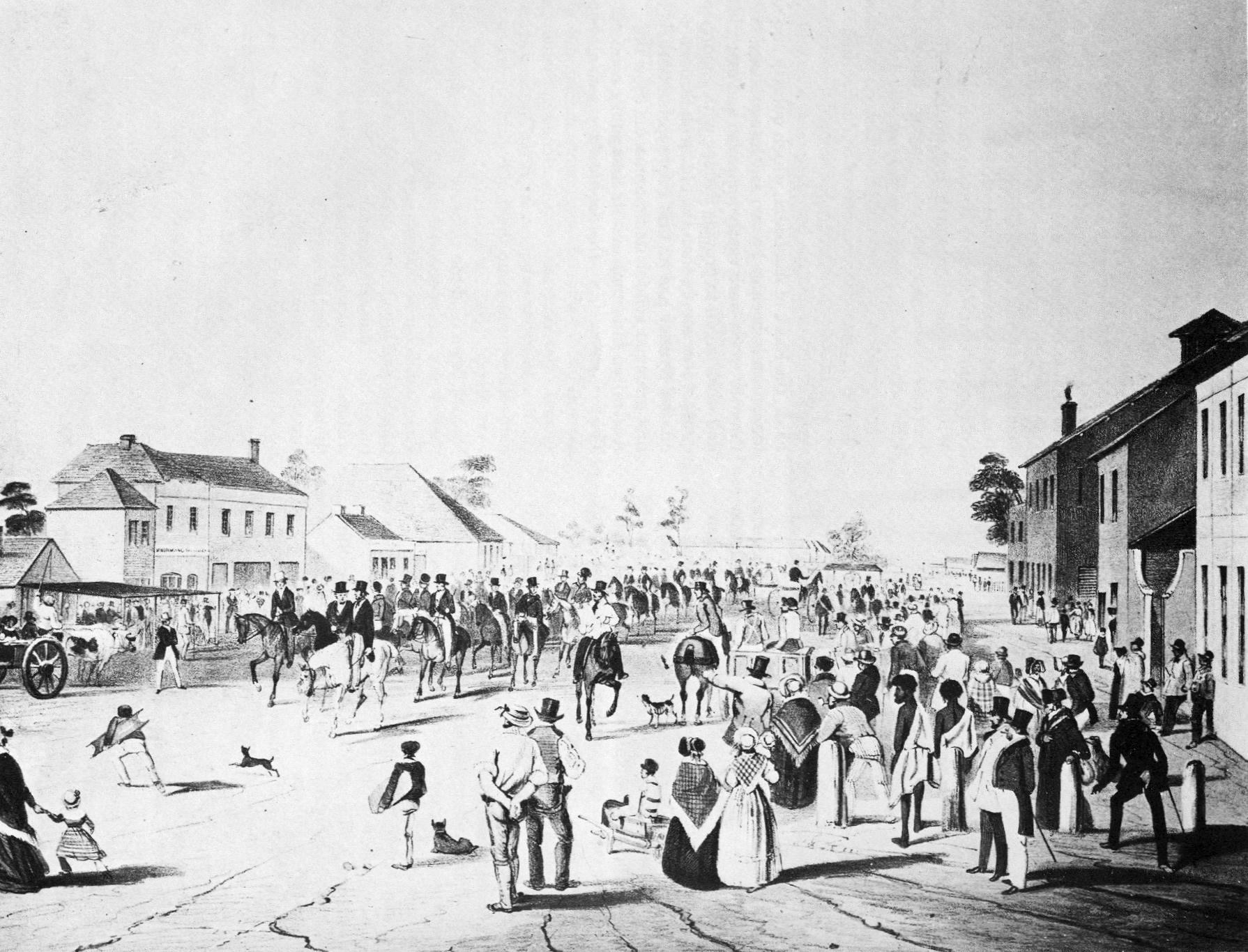
1844: Sturt vertrekt uit Adelaide

In 1844 ondernam Sturt zijn derde en laatste grote expeditie. Dit keer was zijn doel het bereiken van het centrum van het continent. Via de Murray en de Darling reisde hij naar Menindee en Milparinka. Omdat er elders geen water te vinden was, moest hij daar de extreme hitte van de zomer trotseren. Pas in juli 1845 viel de regen, en Sturt deed een poging met een kleine groep van 4 man zijn doel te bereiken. Hij kwam tot 225 kilometer van zijn doel, maar werd tegengehouden door de Simpsonwoestijn. Bij een tweede poging in oktober was het de later naar hem genoemde Sturtwoestijn die hem de doorgang belette. Op de terugweg raakten water en voedsel op. Sturt was ernstig ziek toen hij bij het kamp in Milparinka terugkeerde. Toen hij in januari 1846 in Adelaide terugkeerde, waren twee van zijn mannen overleden aan scheurbuik. Sturt zelf zou niet meer herstellen van zijn beproevingen, die onder meer zijn gezichtsvermogen ernstig hadden aangetast.

## Geschriften
- Two expeditions into the interior of southern Australia during the years 1828, 1829, 1830 and 1831 (1833)
- Narrative of an expedition into Central Australia, performed under the authority of Her Majesty's Government during the years 1844, 5 & 6 (1849)